# Térfogat
A térfogat (régiesebben köbtartalom; jele: V) megadja, hogy egy adott test mekkora helyet foglal el a térben. A térfogat SI származtatott egysége a köbméter. A térfogatot (különösen folyadéktároló vagy egyéb edények, tartályok térfogatát) általánosan űrtartalomnak nevezzük.
A szilárd test térfogata egy mennyiség, amely a test három dimenzióban elfoglalt méretét adja meg. Az egydimenziós dolgoknak (pl.: vonalak) és a kétdimenziós síkidomoknak (pl.: négyzetek) a háromdimenziós térben nulla a térfogatuk.
A testek térfogatát úgy közelíthetjük, hogy az adott testet rengeteg apró ismert térfogatú kockára, például egységnyi oldalú kockára osztjuk és térfogatukat összeadjuk. A gyakorlati, pl. mérnöki jellegű  problémák során a térfogat meghatározásának leggyakoribb matematikai eszköze az integrálszámítás. A térfogat kérdése általában egyike a matematika legnehezebb és legmélyebb elméleti problémáinak, többek között ezzel foglalkozik a mértékelmélet nevű tudományág.

## Térfogatképletek

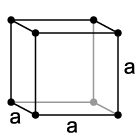
Egy kocka vázlatos rajza

Gyakori képletek:
A kocka:
{\displaystyle a^{3}=a\cdot a\cdot a} (ahol az a a kocka élének hossza)
 
A téglalap alapú hasáb (téglatest):
{\displaystyle a\cdot b\cdot c} (az a, b, c a téglatest éleinek hossza)
 
A henger:
{\displaystyle \pi \cdot r^{2}h} (r = a henger sugara, h = a henger magassága)
 
A gömb:
{\displaystyle {\frac {4}{3}}\pi r^{3}} (r = a gömb sugara)
 
Az ellipszoid:
{\displaystyle {\frac {4}{3}}\pi abc} (a, b, c = az ellipszoid tengelyei)
 
A gúla:
{\displaystyle {\frac {1}{3}}Ah} (A = az alap területe, h = a gúla magassága)
 
A kúp (körlap alapú gúla):
{\displaystyle {\frac {1}{3}}\pi r^{2}h} (r = az alap sugara, h = a kúp magassága)
 
Bármilyen alapú hasáb:
{\displaystyle A\cdot h} (A = alapterület, h = magasság)
 
Forgástestek (integrálszámítás szükséges, x=a és x=b a kiindulási tartomány két határvonala, a ≤ b, R(x) a síktartomány határvonalának forgástengelytől való távolsága, y tengely körüli forgatás esetén R(x) helyett R(y), dx helyett dy írandó)
Korong-módszer (a kiindulási tartomány egyik határvonala a forgástengelyre esik):
{\displaystyle \int _{a}^{b}\pi (R(x))^{2}dx}
Gyűrűmódszer (a kiindulási tartomány egyik határvonala sem esik a forgástengelyre):
{\displaystyle \int _{a}^{b}\pi \left((R(x))^{2}-(r(x))^{2}\right)dx}
Akármilyen alakzat (integrálszámítás szükséges)
{\displaystyle \int A(h)dh}
ahol h az alakzat dimenziójának száma, és A(h) a keresztirányú szeletek területe a h függvényében; ez minden alakzatra működik.

## A térfogat mértékegységei:származtatott SI-egységek
A térfogat mérésére és megadására használható a nem SI-egység liter (jele: l), amely azonos a köbdeciméterrel (dm³); ennek ezerszerese a köbméter (m³). A milliliter (ml) megegyezik a köbcentiméterrel (cm³).

## A térfogat mértékegységei: USA
USA hagyományos mértékegységei:
- U.S. folyékony uncia, kb. 29,6 ml
- U.S. folyékony pint = 16 folyékony uncia, vagy 473 ml
- U.S. száraz pint = 1/64 amerikai bushel, vagy 551 ml (például fekete áfonyánál használják)
- U.S. folyékony kvart = 32 folyékony uncia, vagy 2 amerikai pint, vagy 946 ml
- U.S. száraz kvart = 1/32 amerikai bushel, vagy 1,101 l
- U.S. gallon = 128 folyékony uncia, vagy 4 folyékony kvart, vagy 3,785 l
- U.S. száraz gallon = 1/8 amerikai bushel, vagy 4,405 l
- U.S. (száraz) bushel = 2150,42 köbhüvelyk, vagy 35,239 l

Az acre-lábat gyakran használják a tartályokban és víztározókban található víz mennyiségének megadására. Ez az a térfogat, amely 1 acre (= 4 046,85 m²) alapterületű és 1 láb (= 30,48 centiméter) magasságú. Megegyezik 43 560 köblábbal és pontosan 1233,48183754752 m³.
- köbhüvelyk = 16,387 064 cm³
- köbláb = 1728 in³ ≈ 28,317 dm³
- köbyard = 27 ft³ ≈ 0,7646 m³
- köbmérföld = 5 451 776 000 yd³ = 3 379 200 acre-láb ≈ 4,168 km³

## A térfogat mértékegységei: UK
Birodalmi egységek:
- UK folyékony uncia, kb. 28,4 ml (megegyezik 1 brit uncia víz térfogatával adott körülmények között)
- UK pint = 20 folyékony uncia, vagy kb. 568 ml
- UK kvart = 40 uncia vagy 2 pint, vagy kb. 1,137 l
- UK gallon = 160 uncia vagy 4 kvart, vagy pontosan 4,546 09 l

Megj.: a kvart már elavult, viszont a folyékony uncia gyakori. A gallont csak szállítmányozásnál használják (benzint vagy gázolajat tilos gallonban mérni). A pint a leggyakoribb birodalmi egység, amit mindennap használnak, például sör és almabor mérésére (üveges vagy dobozos sört SI egységben adnak meg).

## A térfogat mértékegységei: főzés
Hagyományos konyhai mértékegységek:
- kávéskanál = 5 ml (metrikus)
- kávéskanál = 1/6 amerikai folyékony uncia (kb. 4,929 ml)
- kávéskanál = 1/6 UK folyékony uncia (kb. 4,736 ml) (Kanada)
- evőkanál = 15 ml vagy 3 kávéskanál (metrikus)
- evőkanál = 1/2 amerikai folyékony uncia vagy 3 kávéskanál (kb. 14,79 ml)
- evőkanál = 1/2 UK folyékony uncia vagy 3 kávéskanál (kb. 14,21 ml) (Kanada)
- evőkanál = 5 korty (kb. 17,76 ml) (brit)
- csésze = 250 ml (metrikus)
- csésze = 8 amerikai folyékony uncia vagy 1/2 amerikai folyékony pint (kb. 237 ml)
- csésze = 8 UK folyékony uncia vagy 1/2 folyékony pint (kb. 227 ml) (Kanada)

## Lásd még
- Tömeg
- Sűrűség